# Eikstraatkerk
De Eikstraatkerk is een voormalig kerkgebouw in de Nederlandse stad Hoorn.
De zaalkerk met zadeldak en een voorportaal is in 1933-1934 gebouwd door de Hilversumse architect Cornelis Trappenburg in de stijl van de Amsterdamse School. Het smalle kerktorentje heeft een naaldspits met als voet drie horizontale schijven. De kerk was van 1934 tot 2001 in gebruik bij de Rechtzinnig Hervormden en werd tot op het laatst ook gehuurd door de Evangelische Broedergemeente. Na de sluiting is de kerk verbouwd tot appartementencomplex. 

## Orgel
Het kabinetorgel, dat veel ouder is dan de Eikstraatkerk zelf, is aangemerkt als rijksmonument. Heden bevindt het zich als koororgel in de Grote of Sint-Gertrudiskerk in Workum. 
Het orgel is in 1784 door Pieter Künkel gebouwd voor Abraham Petersen, een rijke particulier in Delft. Na diens overlijden werd het verkocht aan de Oud-Katholieke kerk van Schiedam, om in 1865 naar Odijk te verhuizen en in 1933 verkocht te worden aan de Rechtzinnig Hervormden in Hoorn, die het plaatsten in de toen nieuwe Eikstraatkerk. In 1973 werd het gerestaureerd door de orgelbouwersfirma Fama & Raadgever te Utrecht. Alleen de laagste veertien pijpen van  de Prestant 8 voet zijn niet origineel, deze zijn tweemaal vervangen.
In 2001 werd de kerk door de Hervormde Gemeente uit de eredienst genomen, maar het orgel bleef nog tot 2004 aanwezig. Over de verplaatsing naar de Sint-Gertrudiskerk in Workum is veel te doen geweest. De Rechtzinnig Hervormden hebben het orgel zelf verkocht voor 48.000 euro aan hun geloofsgenoten in Workum. Omdat het een rijksmonument is, was er voor de verhuizing een monumentenvergunning nodig. De gemeente Hoorn heeft deze gegeven onder voorbehoud dat het orgel in de gemeente zou blijven. Na bezwaren van het kerkgenootschap werd het voorbehoud geschrapt. Hierop stapte de Vereniging Oud Hoorn, in een poging het instrument voor Hoorn te behouden, naar de bestuursrechter in Alkmaar. Die besloot echter in het nadeel van de vereniging.

## Trivia
- De Loge van Odd Fellows Lambert Melisz heeft bijeenkomsten in de kerk gehouden.[5]

Apostolisch Genootschap
· Bonifacius
· Ceciliakapel
· Doopsgezinde Kerk
· Dorpskerk
· Eikstraatkerk
· H.H. Engelbewaarderskerk
· Foreestenhuis
· Grote Kerk
· Michaëlskerk (Tapijtkerk)
· Michaëlskerk (Plantage)
· Kapel Dijk en Duin
· Koepelkerk
· Koninkrijkszaal
· Lourdeskapel
· Lutherse kerk
· Mariakapel
· Nederlandse Gereformeerde Kerk
· Sint Maartenskerk
· Martinuskerk
· Nieuw-Apostolische Kerk
· Noorderkerk
· Het Octaaf
· Oosterkerk
Gesloopte schuilkerken:
De Drie Kalfjes
· De Drie Tulpen
· Het Klooster
· Het Witte Lam
· In de Roohand